# Geisha (película)
 Geisha es una película coproducción hispano-argentina filmada en color y dirigida por Eduardo Raspo con guion propio, escrito en colaboración con  María José Campoamor según el libro de Campoamor que se publicó el 13 de junio de 1996 y que tuvo como actores principales a Ana Álvarez, Manuel Bandera y Jorge Marrale.
La película iba a contar con canciones compuestas por el músico argentino Charly García en su álbum "Say No More", las cuales finalmente no fueron incluidas en la banda sonora por algunas diferencias con el director.

## Sinopsis
Cinco amigos unidos por un secreto, el fantasma de una mujer muerta que aparentemente se ha suicidado y la búsqueda de la verdad por una amiga que va buscando su propia identidad.

## Reparto
Participaron del filme los siguientes intérpretes:
- Ana Álvarez …Mónica Moreira
- Manuel Bandera …Héctor
- Jorge Marrale …Lorenzo Sabater
- Germán Palacios …Julio
- Arturo Maly …Comisario Arrieta
- Eleonora Wexler …Marisel
- Carolina Peleritti …Ángela Sabater
- Ricardo Díaz Mourelle …Sacerdote
- Hilda Lizarazu …Perito policial
- Iván Moschner …Dr. Broler
- Gilda Zunino …Empleada de turismo
- Vanesa Vila

## Comentarios
Guillermo Ravaschino en Página 12 escribió:

«…intenta hacer pie en los dominios del film noir, pero el terreno se le presenta resbaladizo. El papel demasiado enfático, por momentos abrumador, de las líneas de diálogo demasiado explicativas acerca de lo que está sucediendo acusa las principales debilidades…Un largo coito de Palacios con Álvarez es la verdadera perla del film.»

Quintín en El Amante del Cine  escribió:

«…defectuosa puesta en escena de una fantasía de la mediana edad masculina lubricada con los valores de la publicidad de productos caros.»

Diego Curubeto Ámbito Financiero dijo:

«…policial muy bien filmado. Cuida los detalles con un profesionalismo y una elaboradísima imagen, todo relacionado con la estética del privilegio.»

Manrupe y Portela escriben:

«Correcta opera prima de Raspo, este policial con toques de erotismo y un planteo que busca salir de lo común en su original planteo de las relaciones masculinas, tuvo dispar eco en la crítica.»